# Рей Сігорн
Дебора Рей Сігорн (англ. Rhea Seehorn; нар. 12 травня 1972, Норфолк, Вірджинія, США) — американська акторка й режисерка. Найбільш відома за роллю юристки Кім Векслер у кримінальній драмі «Краще подзвоніть Солу» (2015—2022) від AMC. Також вона з’явилася в таких телесеріалах як «Я з нею» (2003—2004) від ABC, «Франклін та Беш» (2011—2014) від TNT і «Вітні» (2011—2013) від NBC.

## Ранні роки
Дебора Рей Сігорн народилася 12 травня 1972 року в Норфолку, Вірджинія. Її мати була виконавчою помічницею Військово-морських сил США, а батько був агентом в Службі кримінальних розслідувань ВМС США; сім’я часто переїжджала упродовж її дитинства, живучи у Вашингтоні, Аризоні, а також в Японії. Вона з раннього віку вивчала живопис і малювання. Сігорн продовжувала займатися образотворчим мистецтвом, але проявляла все більший інтерес до акторського ремесла, і познайомилася з сучасним театром в коледжі. У 1994 році вона закінчила Університет Джорджа Мейсона зі ступенем бакалавра мистецтв.

## Особисте життя
В 2018 році Сігорн одружилася з кінопродюсером і рієлтором Ґремом Ларсоном, ставши мачухою для його двох синів від попереднього шлюбу.

## Фільмографія

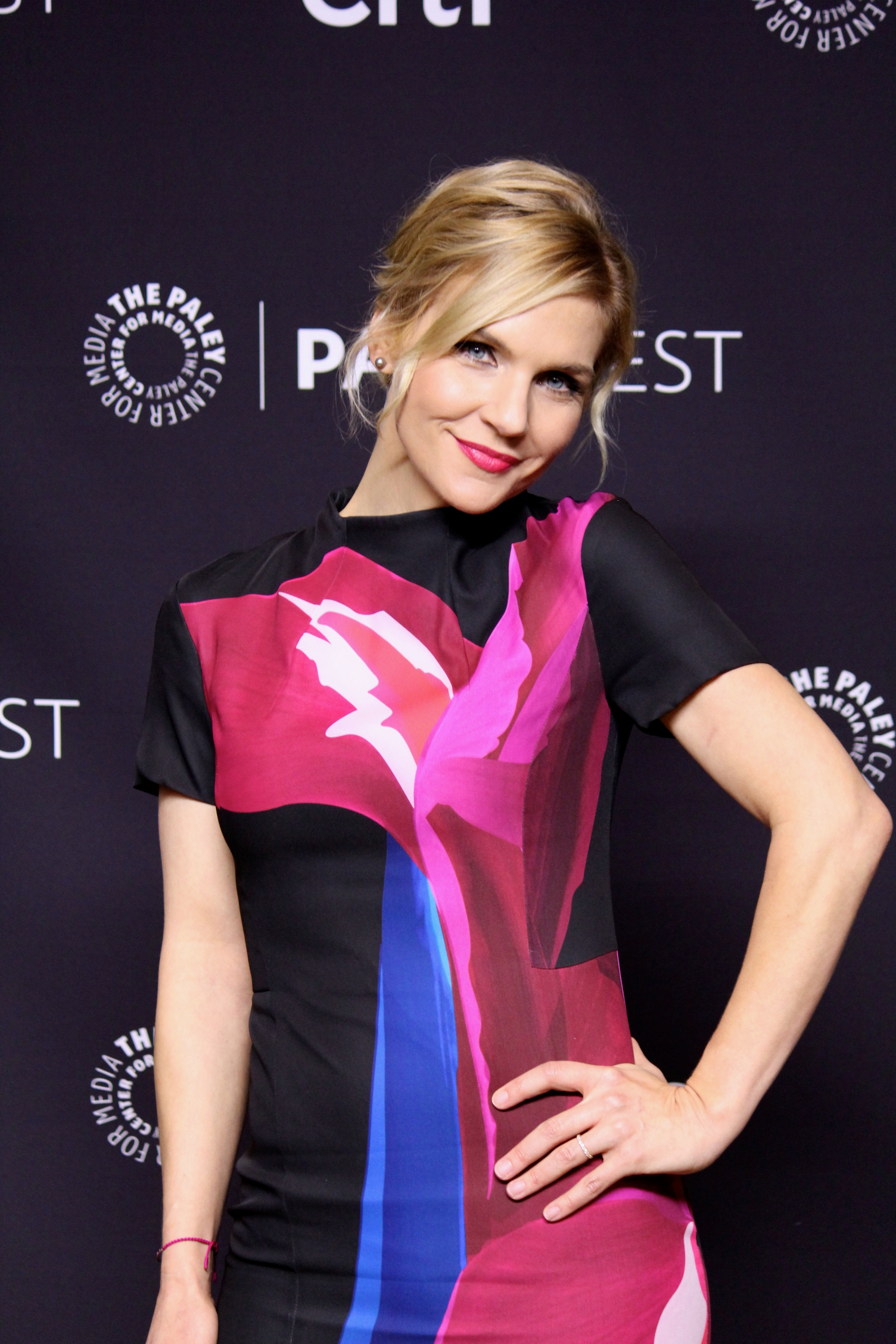
Сігорн в березні 2016 року

### Фільми
| Рік  | Українська назва                   | Оригінальна назва                     | Роль           | Примітки               |
| ---- | ---------------------------------- | ------------------------------------- | -------------- | ---------------------- |
| 1998 | Справа проти Карен                 | A Case Against Karen                  | Шері           |                        |
| 1999 | Чому Іспанія?                      | Why Spain?                            |                |                        |
| 1999 |                                    | The Pitch                             |                | Короткометражний фільм |
| 2000 | Джентльмен                         | The Gentleman                         | Подруга        | Короткометражний фільм |
| 2000 | З’їж мене!                         | Eat Me!                               | Ґлінна         |                        |
| 2001 |                                    | Riders                                | Бітсі          |                        |
| 2006 | Кудлатий тато                      | The Shaggy Dog                        | Лорі           |                        |
| 2008 |                                    | CU@Ed's                               | Тіна           | Короткометражний фільм |
| 2018 | Сім ступенів до вічного блаженства | Seven Stages to Achieve Eternal Bliss | Нордгейм       |                        |
| 2018 |                                    | Lost Children: Kate & Bill            | Кейт           | Короткометражний фільм |
| 2019 | Я ненавиджу дітей                  | I Hate Kids                           | Келлі          |                        |
| 2019 | Інформатор                         | Inside Man: Most Wanted               | Брінн Стюарт   |                        |
| 2021 | Побачене та почуте                 | Things Heard & Seen                   | Жюстін Соколов |                        |
| 2022 | Лінолеум                           | Linoleum                              | Ерін Едвін     |                        |
| 2024 | Погані хлопці: Все або нічого      | Bad Boys: Ride or Die                 | Джуді Говард   |                        |

### Телебачення
| Рік       | Українська назва                    | Оригінальна назва                  | Роль                           | Примітки                                       |
| --------- | ----------------------------------- | ---------------------------------- | ------------------------------ | ---------------------------------------------- |
| 1997      | Вбивчий відділ                      | Homicide: Life on the Street       | Дженні                         | Епізод: «All Is Bright»                        |
| 2003—2004 | Я з нею                             | I'm with Her                       | Чері Балдзіковскі              | 22 епізоди                                     |
| 2005      |                                     | Head Cases                         | Ніколь Вокер                   | 6 епізодів                                     |
| 2005      | Ромі і Мішель: На початку шляху     | Romy and Michele: In the Beginning | Ешлі Шварц                     | Телевізійний фільм                             |
| 2006      |                                     | Modern Men                         | Аніта                          | Епізод: «Sexual Healing»                       |
| 2007      | Столик для самотніх                 | The Singles Table                  | Стефані Воглер                 | 6 епізодів                                     |
| 2007      | Гуща подій                          | The Thick of It                    | Оллі Тадзіо                    | Телевізійний фільм                             |
| 2008      | Розлучення по-голлівудськи          | The Starter Wife                   | Шарлотта                       | 4 епізоди                                      |
| 2009      | Єва Адамс                           | Eva Adams                          | Єва Адамс                      | Телевізійний фільм                             |
| 2009—2019 | Американський тато!                 | American Dad!                      | Різні голоси                   | 4 епізоди                                      |
| 2009      | Довірся мені                        | Trust Me                           | Брук                           | 3 епізоди                                      |
| 2009      | Клуб ляльок                         | Dollhouse                          | Джоселін Бешфорд               | Епізод: «Haunted»                              |
| 2010      | Чорна мітка                         | Burn Notice                        | Патті                          | Епізод: «Breach of Faith»                      |
| 2010      | Шукачка                             | The Closer                         | Джуді Лінн                     | Епізод: «Last Woman Standing»                  |
| 2011      |                                     | Untitled Allan Loeb Project        | Джессіка                       | Телевізійний фільм                             |
| 2011—2013 | Вітні                               | Whitney                            | Роксанна Гарріс                | 38 епізодів                                    |
| 2011—2014 | Франклін та Беш                     | Franklin & Bash                    | Еллен Свателло                 | 11 епізодів                                    |
| 2013      | Сім'янин                            | Family Guy                         | Джоан Каннінгем (голос)        | Епізод: «Save the Clam»                        |
| 2014      | Оселя брехні                        | House of Lies                      | Саманта                        | 2 епізоди                                      |
| 2015—2022 | Краще подзвоніть Солу               | Better Call Saul                   | Кім Векслер                    | 57 епізодів; Режисерка (Епізод: «Hit and Run») |
| 2017      | Ясновидець                          | Shut Eye                           | Мати Чарлі                     | 2 епізоди                                      |
| 2018      | Закон і порядок: Спеціальний корпус | Law & Order: Special Victims Unit  | Марта Кобб                     | Епізод: «Info Wars»                            |
| 2018      | Розанна                             | Roseanne                           | Керрі                          | Епізод: «Eggs Over, Not Easy»                  |
| 2018      | Робоцип                             | Robot Chicken                      | Карен/дівчина-підліток (голос) | Епізод: «Your Mouth Is Hanging off Your Face»  |
| 2019      | Віцепрезидент                       | Veep                               | Мішель Йорк                    | 5 епізодів                                     |
| 2019      | Вдавання                            | The Act                            | Джанет                         | Епізод: «A Whole New World»                    |
| 2019      | Сутінкова зона                      | The Twilight Zone                  | Марта Міллер                   | Епізод: «Not All Men»                          |
| 2021      | Гарпери                             | The Harper House                   | Деббі Гарпер (голос)           | 10 епізодів                                    |

### Відеоігри
| Рік  | Українська назва | Оригінальна назва    | Роль               | Примітки |
| ---- | ---------------- | -------------------- | ------------------ | -------- |
| 1997 |                  | Magic: The Gathering | Відьма в туторіалі |          |

## Нагороди та номінації
| Нагорода                               | Рік  | Категорія                                                            | Робота                | Результат |
| -------------------------------------- | ---- | -------------------------------------------------------------------- | --------------------- | --------- |
| Еммі                                   | 2022 | Найкраща акторка в короткометражному серіалі                         | Бар Купера            | Номінація |
| Еммі                                   | 2022 | Найкраща акторка другого плану в драматичному серіалі                | Краще подзвоніть Солу | Номінація |
| Еммі                                   | 2023 | Найкраща акторка другого плану в драматичному серіалі                | Краще подзвоніть Солу | Номінація |
| Премія Гільдії кіноакторів США         | 2019 | Найкращий акторський склад у драматичному серіалі                    | Краще подзвоніть Солу | Номінація |
| Премія Гільдії кіноакторів США         | 2021 | Найкращий акторський склад у драматичному серіалі                    | Краще подзвоніть Солу | Номінація |
| Премія Гільдії кіноакторів США         | 2023 | Найкращий акторський склад у драматичному серіалі                    | Краще подзвоніть Солу | Номінація |
| Супутник                               | 2016 | Найкраща акторка другого плану в серіалі, мінісеріалі або телефільмі | Краще подзвоніть Солу | Перемога  |
| Супутник                               | 2017 | Найкраща акторка другого плану в серіалі, мінісеріалі або телефільмі | Краще подзвоніть Солу | Перемога  |
| Супутник                               | 2023 | Найкраща акторка драматичного/жанрового серіалу                      | Краще подзвоніть Солу | Номінація |
| Вибір телевізійних критиків            | 2019 | Найкраща акторка другого плану в драматичному серіалі                | Краще подзвоніть Солу | Номінація |
| Вибір телевізійних критиків            | 2021 | Найкраща акторка другого плану в драматичному серіалі                | Краще подзвоніть Солу | Номінація |
| Вибір телевізійних критиків            | 2023 | Найкраща акторка другого плану в драматичному серіалі                | Краще подзвоніть Солу | Номінація |
| Премія Асоціації телевізійних критиків | 2020 | Індивідуальні досягнення в драмі                                     | Краще подзвоніть Солу | Номінація |
| Премія Асоціації телевізійних критиків | 2022 | Індивідуальні досягнення в драмі                                     | Краще подзвоніть Солу | Номінація |
| Премія Асоціації телевізійних критиків | 2023 | Індивідуальні досягнення в драмі                                     | Краще подзвоніть Солу | Перемога  |
| HCA TV Awards                          | 2022 | Найкраща акторка другого плану в телевізійному серіалі, драма        | Краще подзвоніть Солу | Перемога  |
| HCA TV Awards                          | 2023 | Найкраща акторка другого плану в телевізійному серіалі, драма        | Краще подзвоніть Солу | Номінація |
| Сатурн                                 | 2018 | Найкраща телеакторка другого плану                                   | Краще подзвоніть Солу | Перемога  |
| Сатурн                                 | 2019 | Найкраща телеакторка другого плану                                   | Краще подзвоніть Солу | Номінація |
| Сатурн                                 | 2021 | Найкраща телеакторка                                                 | Краще подзвоніть Солу | Номінація |
| Сатурн                                 | 2022 | Найкраща телеакторка                                                 | Краще подзвоніть Солу | Перемога  |